# 大倧教
大倧教（だいそうきょう）は、檀君を朝鮮民族の始祖として崇拝する朝鮮の民族宗教である。李氏朝鮮の末期に現れた檀君を崇拝する新宗教のなかでも最大級のものであり、朝鮮の国民の統一と独自のアイデンティティの確立を求める民族主義的な動きに呼応して出現した宗教であった。外来の神を拒否し、朝鮮独自の神としての檀君を強調していた。
1909年1月15日に羅喆、呉基鎬、李沂、金允植、柳瑾らが檀君教（단군교 / 檀君敎）を公表したのが始まりである。1910年7月30日に大倧教に名称を変更しようとした際、檀君教の名称を固守する鄭薫模と内紛を起こし、親日派の檀君教と抗日派の大倧教へと分派していった。
1915年10月に朝鮮総督府の「総督府令83号宗教統制案」により、大倧教は宗教団体に偽装した独立運動団体と規定され弾圧が激しくなると、すぐに総本司を満州和龍県青波湖に移して徐一、朴賛翊などと共に民族教育を行い独立活動家を養成し、『神檀実記』、『神檀民史』などの本を編纂したが、これは大韓民国臨時政府の国史教科書に指定された。
建国後は、檀紀年号や開天節を制定、弘益大学校を創立するなどある程度の影響力を発揮したが、1960年代以降、急激に衰退した。その原因としては、壬午教変など徹底的な弾圧、朝鮮戦争による混乱と北朝鮮による指導者拉致、軍事政権による排斥、西洋思想の普及、脱民族主義の拡散、教団の分裂などが挙げられている。
現在大韓民国に約50～60万人の信徒がおり、総本司が直接関与する施設は、道本司4カ所、施教堂100カ所余り。

## 沿革
- 1909年1月15日、弘巌・羅喆が再建（大倧教では己酉重光と呼ぶ）、1910年7月30日　大倧教と改名。北間島に支司を設置する。
- 1914年　本司を間島に移し、古経閣を設置し、北間島に東道本司（徐一主管）、上海に西道本司（申圭植主管）、ロシアに北道本司（李相卨）、ソウルに南道本司（姜虞主管）置く。
- 1915年10月10日、朝鮮総督府から宗教類似団体に規定され、布教を禁じられる
- 1916年8月15日、羅喆が九月山で自殺。
- 1917年　全組織を和龍県に移す。
- 1918年11月　武力抗争を標榜した「戊午独立宣言」を発表、徐一は金佐鎮、桂和らとともに義兵を集めて重光団（朝鮮語版）を組織し、武力で日本に抵抗。
- 1926年、吉林省省長の張作霖が布教を禁じる。
- 1935年　総本部を寧安県東京城に移す。
- 1942年　朝鮮語学会事件など徹底的な弾圧を受ける（大倧教では壬午教変と呼ぶ）。逮捕され獄死した10人（権相益、李楨、安熙済、羅正練、金書鍾、姜銕求、呉根泰、羅正紋、李昌彦、李在囿）は、「殉敎十賢」や「壬午十賢」と呼ばれる。
- 1946年2月28日 国内に帰還し、ソウルに総本寺を設置。米軍政時は儒教、仏教、天道教、プロテスタントと共に5大宗教の一員として登録される。ソウル・三清公園に檀君像を設置しようとしたが米軍政の反対により失敗。新政府樹立後は6大宗教の中で第1号宗団として登録される。
- 1948年、韓国政府は開天節を祝日として正式に制定
- 1949年、開天節を陽暦10月3日に変更
- 1962年1月1日、韓国政府は檀紀年号の使用を廃止
- 1960年代、「巫俗教化院」を設置し、5000人の巫女を育成。内部からも反対が起きる。

- 1988年、ソウル・南山の1300坪の土地に檀君神殿を作ろうとしたがプロテスタント等の反対で失敗。
- 1991年9月1日、吉林省延辺朝鮮族自治州和龍市龍城鄕清湖村清湖宗山の丘陵にある羅喆、徐一、金教献の3人の墓が和龍市文物保護単位に指定される
- 2012年、第18代総典教キム・ムンギョムが77才の年齢で他界。第19代総典教に元永鎭が選任される。実兄はプロテスタントの長老で、義弟は牧師を務めている。[4]
- 2014年2月14日、陰暦1月15日の第105周年「重光節」に総本寺天宮で記念式を開催。
- 2017年8月14日、大倧教総本司は、満州で監獄生活を経験した独立運動家の国内帰還71周年を記念、彼らの人生を振り返る学術大会をソウル・世宗文化会館で開催する。[5]
- 2018年6月21日、第21代総典教にパク・ミンジャ（박민자）が選任される。史上初の女性総典教（最高指導者）。ソウル・西大門弘恩洞の総本司で10名の典教が満場一致で決めた。パク・ミンジャは、羅喆の宗孫婦（息子の嫁）にあたる。[6]
- 2018年7月31日、国家報勲処は2代教主の金教献を「8月の独立運動家」に選定したと発表する。[7]
- 2019年4月9日、大倧敎は、三宗師の一人、羅喆の名誉が傷つけられたとして、映画「サバハ」（사바하）を製作した映画会社「外柔内剛」（ 외유내강）を訴える。映画では、カルト教主の写真として羅喆と俳優の合成写真を使用していた。[8]
- 2020年4月4日、白頭山将軍峰で大倧教の遺物が発掘されたと、朝鮮中央通信が報道する。軍人が発見、金日成総合大学の研究グループが確認した。[9]
- 2021年4月21日、大倧教は、与党「共に民主党」の議員12人が3日に発議した教育基本法改定案を批判する声明文を発表。教育理念として掲げていた「弘益人間」が削除されていることについて、「開天節記念行事に大統領が参席しないことも話にならないと思っていたが、教育理念から弘益人間を取り除くために法案を発議するとは、いったい彼らの根っこはどこにあるのか」「青山里大捷を成し遂げた北路軍政署の指導者と兵士たちもみな檀君思想で武装した大倧教徒たちだった」「檀君思想の核心が弘益人間であり、弘益人間を実現しようとする理想世界が理化世界だ」「弘益人間は、超宗教的な概念として大韓民国の根源にある精神」と主張した。「共に民主党」の議員らは、教育理念として弘益人間を掲げることは過度に抽象的として、弘益人間のかわりに、「民主市民として社会統合ならびに民主国家の発展に貢献できるようにする」などの内容を加えている。[10]
- 2021年11月8日、大倧教は、第22代総典教にパク・ミンジャ（박민자）が再任されたことを明らかにする。10名の典教が満場一致で決めた。[11]
- 2024年4月23日、総本寺天宮で4264周年となる祭天儀式「御天節・襢儀式」を開催する予定。[12]
- 2025年6月13日、京畿道博物館は、4月から開催中の光復80周年記念展「金嘉鎮‐大韓帝国から大韓民国へ」に関連、「大倧教と独立戦争、そして南北統一」学術フォーラムを開催する。フォーラムでは、大倧教の「弘益人間」思想が、南北統一を実現するための思想的な基盤となることに照明を当てる。

## 大倧教の4大祝日
- 重光節（중광절）陰暦1月15日
- 御天節（어천절）陰暦3月15日
- 嘉慶節（가경절）陰暦8月15日
- 開天節（개천절）陰暦10月3日

## 著名な信者
- 池錫永（朝鮮語: 지석영）　種痘法を研究。韓国近代医学の父。
- 申采浩　歴史家
- 朴殷植
- 李東輝
- 金佐鎭　別名金中和。1889年忠清南道の両班出身。1930年暗殺される。
- 洪命熹　作家
- 崔南善　歴史家
- 李範奭（1898～1972？）ソウル出身。1915年中国へ行き、雲南講武学校騎兵科に入る。三・一運動以後、間島に移り住り、軍政署士官学校の教官をつとめる。韓国成立後、国務総理、国防長官、内務長官など歴任するも1961年失脚。
- 李始榮 大韓民国初代副大統領。景福宮に大倧教の総本寺を置く構想を抱いていた。
- 尹世復（朝鮮語: 윤세복）（1881~1960）第3代都司敎、初代総典敎。檀崖宗師と呼ばれた。
- 李克魯（朝鮮語: 이극로）（1893～1978）ハングル学者、独立運動家
- 金教献　(1867～1923)　第2代教主
- 安在鴻　独立運動家、政治家
- 明済世（朝鮮語: 명제세）　独立運動家
- 尹琦燮（朝鮮語: 윤기섭）　独立運動家、政治家
- 金枓奉　独立運動家、政治家
- 安浩相　政治家、韓国初代文敎部長官
- 申性模　独立運動家、政治家、韓国国防部長官
- 鄭寅普　政治家、学者、韓国招待監察委員長

## 写真

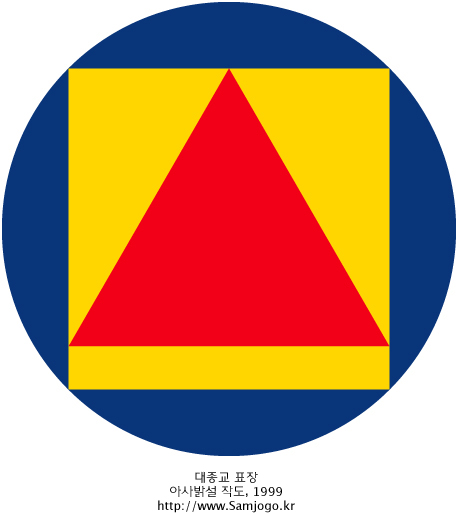
大倧教の教旗「天神敎旗」
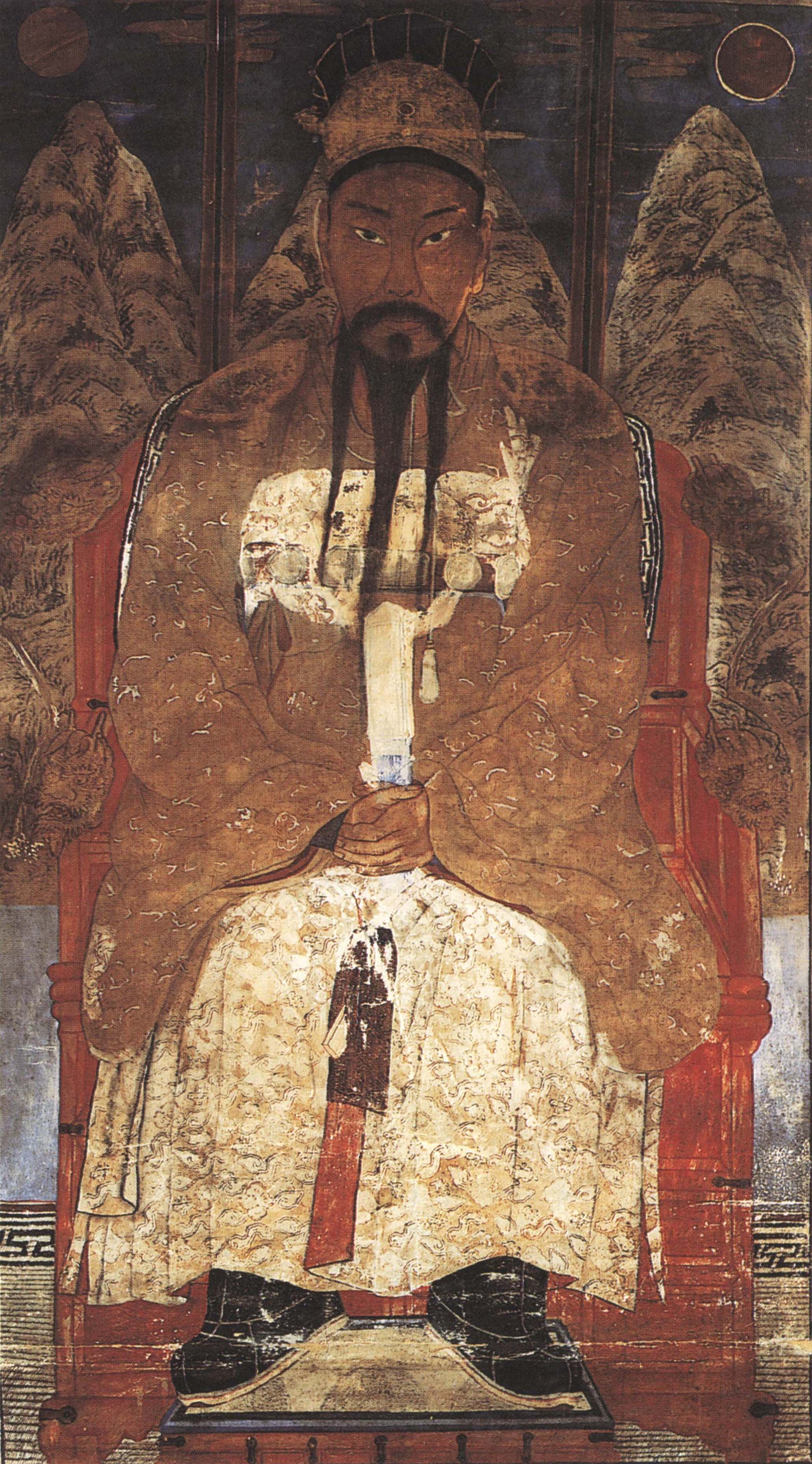
蔡龍臣（1848年 - 1941年）が描いた檀君像
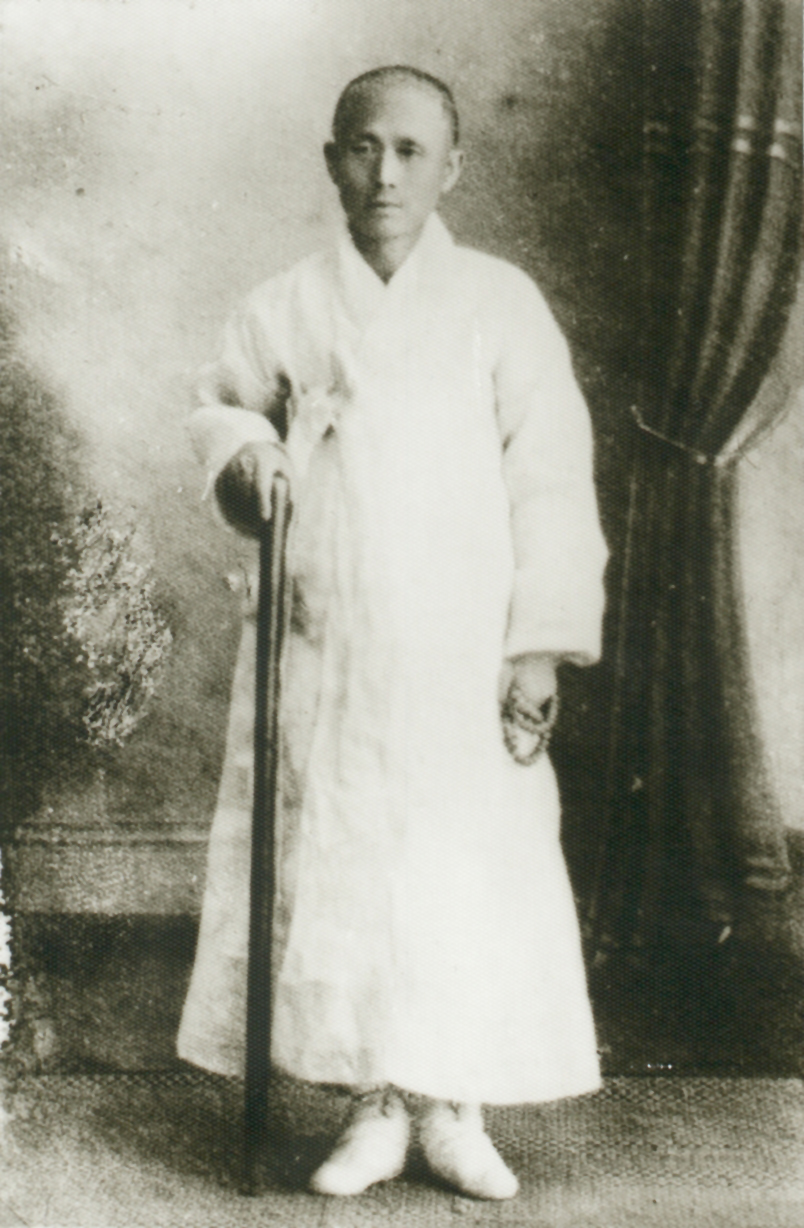
大倧敎三宗師の一人、羅喆（1863年 - 1916年）